# Розанов, Алексей Юрьевич
Алексе́й Ю́рьевич Розанов (род. 18 июня 1936, Москва) — советский и российский геолог и палеонтолог, специалист в области биологии, геологии, палеонтологии и стратиграфии. Доктор геолого-минералогических наук (1971), профессор кафедры палеонтологии МГУ. Академик РАН (2008). Директор Палеонтологического института им. А. А. Борисяка РАН (1992—2011), академик-секретарь Отделения биологических наук РАН (2008—2017), президент Русского палеонтологического общества (с 2013). Один из авторов Большой Российской энциклопедии.

## Биография
В 1958 году окончил Московский геологоразведочный институт. Затем работал в Геологическом институте АН СССР.
В 1964 году защитил кандидатскую диссертацию, в 1971 году — докторскую. В 1977 году перешёл в Палеонтологический институт им. А. А. Борисяка РАН (ПИН РАН), где до 1992 года занимал должность заместителя директора. С 1992 по 2011 год был директором ПИН РАН, в настоящее время — заведующий группой лабораторий беспозвоночных и палеоботаники, лабораторией древнейших организмов.
С 1989 года — профессор кафедры палеонтологии геологического факультета МГУ. Читает лекции по курсам «Биостратиграфия» и «Бактериальная палеонтология».
В 1997 году избран членом-корреспондентом РАН по Отделению биологических наук, с 2008 года — академик РАН.
В 2020 году начальник сектора астробиологии ЛРБ ОИЯИ по совместительству.
Главный редактор «Палеонтологического журнала», член редколлегий ряда отечественных и международных журналов, среди которых «Успехи современной биологии». Входит в редакционный совет журнала «Авиакосмическая и экологическая медицина».
Член Президиума РАН, председатель Научного совета РАН по палеобиологии и эволюции органического мира, член бюро Совета директоров РАН, председатель Музейного совета РАН, член научных обществ Франции, США и Австралии, заместитель председателя Межведомственного стратиграфического комитета (МСК), член Научного совета IGCP-UNESCO, член многочисленных российских и международных комиссий и комитетов.
Автор более 330 публикаций, среди которых 25 монографий.
Подготовил 12 кандидатов и пять докторов наук.

## Награды, премии, почётные звания
- Орден Почёта (2013)[5]
- Орден Дружбы (2007)[6]
- Заслуженный деятель науки Российской Федерации (1996)[7]
- Лауреат премии МОИП (1974) за работу «Закономерности морфологической эволюции археоциат и проблемы ярусного расчленения нижнего кембрия»
- Лауреат Демидовской премии Научного Демидовского фонда (2022) по биологии за выдающийся вклад в развитие палеонтологии[8]

## Основные работы
- Закономерности морфологической эволюции археоциат и вопросы ярусного расчленения нижнего кембрия. М., 1973;
- The Tommotian stage and the Cambrian lower boundary problem. New Delhi, 1981;
- Розанов А. Ю. Что произошло 600 миллионов лет назад / Отв. ред. акад. Б. С. Соколов; Рец.: д-р биол. наук В. Н. Шиманский, канд. геол.-мин. наук М. А. Федонкин; Худож. В. П. Хлебников. — М.: Наука, 1986. — 96, [8] с. — (От молекулы до организма). — 88 500 экз.
- Правильные археоциаты. М., 1989 (совм. с Ф. Дебренном, А. Ю. Журавлёвым);
- Бактериальная палеонтология. М., 2002 (ред.);
- Избр. труды. М., 2012. Т. 1-2.
- Происхождение жизни : [арх. 19 октября 2022] / Лопатин А. В., Розанов А. Ю. // Полупроводники — Пустыня [Электронный ресурс]. — 2015. — С. 568—570. — (Большая российская энциклопедия : [в 35 т.] / гл. ред. Ю. С. Осипов ; 2004—2017, т. 27). — ISBN 978-5-85270-364-4.